# Torneo femenino de hockey sobre césped en los Juegos Olímpicos de Seúl 1988
El torneo femenino de hockey sobre hierba de los Juegos Olímpicos de Seúl 1988 se llevó a cabo en el Estadio Seongnam del 21 al 30 de septiembre de 1988.
Australia ganó la medalla de oro por primera vez después de derrotar a Corea del Sur 2-0 en la final. Países Bajos ganó la medalla de bronce al derrotar a Gran Bretaña por 3-1. 

## Formato de competición
El torneo fue disputado por ocho conjuntos en dos grupos, que jugaron en sistema de todos contra todos.
Los dos mejores de cada grupo accedieron a las semifinales, siendo los ganadores de estas quienes disputaron la final, y los dos perdedores los que jugaron por el bronce.

## Equipos participantes
| Grupo A              | Grupo B                   |
| -------------------- | ------------------------- |
| Países Bajos (NED)   | Corea del Sur (KOR)       |
| Reino Unido (GBR)    | Australia (AUS)           |
| Argentina (ARG)      | Alemania Occidental (RFA) |
| Estados Unidos (USA) | Canadá (CAN)              |

## Primera fase
Los primeros dos equipos de cada grupo alcanzan las semifinales.

### Grupo A
| Equipo               | J | G | E | P | GF | GC | DG | PTS |
| -------------------- | - | - | - | - | -- | -- | -- | --- |
| Países Bajos (NED)   | 3 | 3 | 0 | 0 | 9  | 2  | +7 | 6   |
| Reino Unido (GBR)    | 3 | 1 | 1 | 1 | 4  | 7  | +3 | 4   |
| Argentina (ARG)      | 3 | 1 | 0 | 2 | 2  | 3  | -1 | 2   |
| Estados Unidos (USA) | 3 | 0 | 1 | 2 | 4  | 7  | -3 | 1   |

### Grupo B
| Equipo                    | J | G | E | P | GF | GC | DG | PTS |
| ------------------------- | - | - | - | - | -- | -- | -- | --- |
| Corea del Sur (KOR)       | 3 | 2 | 1 | 0 | 12 | 7  | +5 | 5   |
| Australia (AUS)           | 3 | 1 | 2 | 0 | 7  | 6  | +1 | 4   |
| Alemania Occidental (RFA) | 3 | 1 | 0 | 2 | 3  | 6  | -3 | 2   |
| Canadá (CAN)              | 3 | 0 | 1 | 2 | 3  | 6  | -3 | 1   |

## Fase final
|  | Semifinales      | Semifinales      |               |           | Final            | Final            |  |
|  | 27 de septiembre | 27 de septiembre |               |           | 30 de septiembre | 30 de septiembre |  |
|  |                  |                  |               |           |                  |                  |  |
|  |                  |                  |               |           |                  |                  |  |
|  | Australia        | 3                |               |           |                  |                  |  |
|  | Australia        | 3                |               |           |                  |                  |  |
|  | Países Bajos     | 2                |               |           |                  |                  |  |
|  | Países Bajos     | 2                |               | Australia | 2                |                  |  |
|  |                  |                  |               | Australia | 2                |                  |  |
|  |                  |                  | Corea del Sur | 0         |                  |                  |  |
|  | Corea del Sur    | 1                | Corea del Sur | 0         |                  |                  |  |
|  | Corea del Sur    | 1                |               |           |                  |                  |  |
|  | Reino Unido      | 0                |               |           | Tercer lugar     | Tercer lugar     |  |
|  | Reino Unido      | 0                |               |           | Tercer lugar     | Tercer lugar     |  |
|  |                  |                  |               |           |                  |                  |  |
|  |                  |                  |               |           | Países Bajos     | 3                |  |
|  |                  |                  |               |           | Países Bajos     | 3                |  |
|  |                  |                  |               |           | Reino Unido      | 1                |  |
|  |                  |                  |               |           | Reino Unido      | 1                |  |
|  |                  |                  |               |           |                  |                  |  |

## Clasificación final
| Puesto | Equipo         |
| ------ | -------------- |
| 1.º    | Australia      |
| 2.º    | Corea del Sur  |
| 3.º    | Países Bajos   |
| 4.º    | Reino Unido    |
| 5.º    | Alemania       |
| 6.º    | Canadá         |
| 7.º    | Argentina      |
| 8.º    | Estados Unidos |

## Medallero
| Evento          | Oro | Plata | Bronce |
| --------------- | --- | --- | --- |
| Torneo femenino | Australia (AUS) Tracey Belbin Deborah Bowman Lee Capes Michelle Capes Sally Carbon Elspeth Clement Loretta Dorman Maree Fish Rechelle Hawkes Lorraine Hillas Kathleen Partridge Sharon Patmore Jackie Pereira Sandra Pisani Kim Small Liane Tooth | Corea del Sur (KOR) Chang Eun-Jung Cho Ki-Hyang Choi Choon-Ok Chung Eun-Kyung Chung Sang-Hyun Han Gum Shil Han Ok-Kyung Hwang Keum-Sook Jin Won-Sim Kim Mi-Sun Kim Soon-Duk Kim Young-sook Lim Kye-Sook Park Soon-Ja Seo Hyo-Sun Seo Kwang-Mi | Países Bajos (NED) Willemien Aardenburg Carina Benninga Marjolein Eijsvogel Yvonne Buter Det de Beus Annemieke Fokke Noor Holsboer Helen van der Ben Lisanne Lejeune Anneloes Nieuwenhuizen Martine Ohr Marieke van Doorn Aletta van Manen Sophie von Weiler Laurien Willemse Ingrid Wolff |